# Mistrzostwa Azji w Piłce Siatkowej Kobiet 1983
III Mistrzostwa Azji w piłce siatkowej kobiet odbyły się w 1983 roku w miejscowości Fukuoka, Japonia. W mistrzostwach wystartowało 9 reprezentacji. Mistrzem została reprezentacja Japonii – po raz drugi w historii. W mistrzostwach zadebiutowały reprezentacje Chińskiego Tajpej i Filipin.

## Klasyfikacja końcowa
| Miejsce | Reprezentacja    |
| ------- | ---------------- |
|         | Japonia          |
|         | Chiny            |
|         | Korea Południowa |
| 4.      | Chińskie Tajpej  |
| 5.      | Filipiny         |
| 6.      | Indonezja        |
| 7.      | Australia        |
| 8.      | Hongkong         |
| 9.      | Nowa Zelandia    |